# Complex Mount Albion
El complex Mount Albion fou una cultura arcaica del 4.050 al 3050 aC, es distingia particularment per la punta Mount Albion d'osca lateral. Va rebre aquest nom per James Gunnerson, la cultura arcaica primerenca més coneguda a Colorado. És relacionada o semblant a la fase d'Albion Boarding House.
El jaciment Hungry Whistler i el jaciment 5BL70, als vessants de Mount Albion al comtat de Boulder County, són les majors fonts d'informació sobre el complex de Mount Albion. Hungry Whistler, un lloc de la matança i carnisseria, a 3.500 metres és un lloc tipus del complex Mount Albion complex. Els caçadors usaven un sistema per conduir la cacera entre parets de pedra. Les trobades arqueològiques van ser datats sobre quatre períodes entre 3850 a 3060 aC. El jaciment 5BL70, situat vora Hungry Whistler a 3.465 m, era usat com a campament i lloc per recollir plantes silvestres. També s'hi ha trobat eines de fusta. Havia estat habitat dues vegades, una cap al 3700 aC i novament pel 3400 aC.
El jaciment LoDaisKa, Magic Mountain, Mount Albion, Helmer Ranch al comtat de Douglas i Yarmony House al comtat d'Eagle County, Colorado són exemples del complex Mount Albion.